# 亞歷山大一世 (伊庇魯斯)
亞歷山大一世（前370年—前331年），是摩羅西亞國王，又被稱為摩羅西亞的亞歷山大，統治時間為前350年 - 前331年，屬於埃阿喀得斯王朝。他的父親是涅俄普托勒摩斯一世，有個姊妹是奧林匹亞絲，因此亞歷山大一世是馬其頓亞歷山大大帝的舅舅。他在青年時來到馬其頓腓力二世的宮廷，後來腓力二世幫助他推翻他的叔叔阿利巴斯，讓他登上王位。前337年，奧林匹亞絲與腓力二世鬧翻的時候，奧林匹亞絲跑回摩羅西亞，她一直唆使亞歷山大一世，試圖讓他與腓力開戰。然而，腓力不願意兩國情勢惡化，並與亞歷山大一世締結第二次盟約，前336年還把女兒克麗奧佩脫拉嫁給他，不幸的是腓力在婚禮上遭到保薩尼亞斯刺殺。
前334年，義大利大希臘城邦塔蘭托向亞歷山大一世求救，請求幫助他們對抗義大利部落布魯蒂伊人（Bruttii）、盧查尼爾人（Lucani），因此亞歷山大一世渡過海峽，率領伊庇魯斯軍隊爭戰義大利半島。前332年，亞歷山大於帕埃斯圖姆附近擊敗盧查尼爾人和薩姆尼烏姆人（Samnium），並與羅馬共和國締約。亞歷山大一世之後仍然勝戰連連，他從盧查尼爾人手中解放赫拉克利亞，從布魯蒂伊人手中奪取西旁托（Sipontum）。前330年，最後他遭到一些盧查尼爾人流亡者背叛，被迫在不利的情況下與敵人作戰，在潘多西亞戰役吃了敗戰，亞歷山大一世在渡河時被其中一位盧查尼爾人流亡者所殺。
亞歷山大一世留有一個兒子，即涅俄普托勒摩斯二世。還有一個女兒卡德米婭（Cadmea）。

## 來源
1. ↑  查士丁. Epitome of Pompeius Trogus, viii.6, ix.6, xii.2
2. ↑  李維. 《從羅馬建城開始》, viii.3, 17, 24
3. ↑  格利烏斯. Noctes Atticae, xvii.21

- 威廉·史密斯，《希腊羅馬的神話和傳記辭典》,   "Alexander" （页面存档备份，存于）,  波士頓, (1867)

## 外部連結
- Lendering, Jona. "Alexander of Molossis". Livius.org, 2004.（页面存档备份，存于）

| 統治者頭銜      | 統治者頭銜                     | 統治者頭銜        |
| --------------- | ------------------------------ | ----------------- |
| 前任： 阿利巴斯 | 摩羅西亞國王 前350年 – 前331年 | 繼任： 埃阿喀得斯 |